# Peña Prieta
Der Peña Prieta („dunkler Gipfel“) ist mit 2540 m der höchste Berg des südlich der Picos de Europa gelegenen Bergmassifs der Fuentes Carrionas, einem Teil des Kantabrischen Gebirges im Norden Spaniens.

## Lage
Der Peña Prieta liegt auf dem Gebiet der Gemeinde (municipio) Vega de Liébana im Süden der Autonomen Region Kantabrien; sein nur ca. 200 m südlich gelegener Nachbargipfel Monte Infierno befindet sich genau auf der Grenze zur kastilischen Provinz Palencia.

## Besteigung
Der Berg kann auf mehreren Routen bestiegen werden. Im Norden der Provinz Palencia, im zur Gemeinde Velilla del Río Carrión gehörenden Weiler Cardaño de Arriba, beginnt ein möglicher Weg; eine andere Route beginnt im zur leonesischen Gemeinde Boca de Huérgano gehörenden Weiler Llánaves de la Reina. Beide Wege sind lang, aber ohne größere technische Schwierigkeiten.